# شاهدخت شوشی (۱۲۱۱–۱۱۹۵ میلادی)
شاهدخت شوشی (به ژاپنی: 昇子内親王, Shōshi Naishinnō)؛ ۱۸ سپتامبر ۱۱۹۵ – ۱۴ دسامبر ۱۲۱۱) او به عنوان مادر افتخاری (جونبو-ریستوگو) (准母؛ جونبو) برادرش، امپراتور جونتوکو در دوره کاماکورا اهل ژاپن بود.